# Augustine Choge
Augustine Kiprono Choge (Kipsigak, Nandi-district, 21 januari 1987) is een Keniaanse atleet, die zich heeft toegelegd op de middellange en lange afstanden. Hij nam eenmaal deel aan de Olympische Spelen, maar veroverde bij die gelegenheid geen medaille.

## Biografie
Choge werd in 1987 geboren in een kleine boerenfamilie in Kipsigak, in de buurt van Kapsabet in het Nandi-district van de provincie Rift Valley.
In 2004 werd Choge Keniaans kampioen op de 5000 m. Op 20 maart 2006 won hij dit onderdeel op de Gemenebestspelen 2006 in 12.56,41. Op de wereldkampioenschappen veldlopen in 2006 werd hij zevende op de korte afstand (4 km). Op de Olympische Spelen van 2008 in Peking kwalificeerde hij zich op de 1500 m voor de finale. Hierin werd hij tiende in 3.35,50. Deze prestatie werd een jaar later gewijzigd in een negende plaats, nadat de aanvankelijke winnaar, de Bahreini Rashid Ramzi, tegen de lamp was gelopen na een dopingcontrole en was gediskwalificeerd.
Dat ook de 1500 m hem bijzonder goed ligt, bewees Choge aan het begin van het seizoen 2009. Tijdens de Qatar Athletic Super Grand Prix in Doha kwam hij tot 3.30,88, niet alleen een persoonlijk record, maar op dat moment tevens de beste wereldjaartijd.

## Titels
- Gemenebestkampioen 5000 m - 2006
- Keniaans kampioen veldlopen (korte afstand) - 2006
- Wereldkampioen junioren 5000 m - 2004
- Wereldkampioen junioren veldlopen - 2005
- Wereldkampioen B-junioren 3000 m - 2003

## Persoonlijke records
Outdoor
| Onderdeel   | Prestatie | Datum        | Plaats  |
| ----------- | --------- | ------------ | ------- |
| 800 m       | 1.44,86   | 17 juni 2009 | Ostrava |
| 1500 m      | 3.29,47   | 14 juni 2009 | Berlijn |
| 1 Eng. mijl | 3.50,01   | 27 juli 2013 | Londen  |
| 3000 m      | 7.28,76   | 6 mei 2011   | Doha    |
| 5000 m      | 12.53,66  | 8 juli 2005  | Rome    |
| 10.000 m    | 29.06,5   | 17 juni 2002 | Nairobi |

Indoor
| Onderdeel | Prestatie | Datum            | Plaats     |
| --------- | --------- | ---------------- | ---------- |
| 1000 m    | 2.17,79   | 26 februari 2009 | Praag      |
| 1500 m    | 3.33,23   | 19 februari 2011 | Birmingham |
| 2000 m    | 4.56,30   | 9 februari 2007  | Aubière    |
| 3000 m    | 7.28,00   | 5 februari 2011  | Stuttgart  |

## Palmares

### 1500 m
- 2006:  Wereldatletiekfinale - 3.33,37
- 2008: 9e OS - 3.35,50 (na DQ Rashid Ramzi)
- 2009: 5e WK - 3.36,53

### 3000 m
- 2003:  WK B-junioren - 7.52,53
- 2005:  Wereldatletiekfinale - 7.39,99
- 2012:  WK indoor - 7.41,77
- 2014:  FBK Games - 7.41,57
- 2016:  WK indoor - 7.57,43

### 5000 m
- 2004:  Wereldatletiekfinale - 13.09,00
- 2004:  WK U20 - 13.28,93
- 2006:  Gemenebestspelen - 12.56,41
- 2009:  FBK Games - 13.00,79

### halve marathon
- 2016:  halve marathon van New Delhi - 1:00.01
- 2017:  halve marathon van Ras al-Khaimah - 59.26

### veldlopen
- 2003: 4e WK junioren - 22.55
- 2005:  WK junioren - 23.59
- 2006: 7e WK korte afstand - 11.03
- 2008: 12e WK - 35.26

### Golden League-podiumplekken
- 2004:  3000 m ISTAF – 12.57,01
- 2006:  1500 m Weltklasse Zürich – 3.32,72
- 2006:  1500 m ISTAF – 3.32,48
- 2007:  1 mijl Bislett Games – 3.51,62
- 2008:  1500 m ISTAF – 3.31,57
- 2008:  1500 m Meeting Gaz de France – 3.32,40
- 2009:  1500 m ISTAF – 3.29,47
- 2009:  1 mijl Bislett Games – 3.50,22
- 2009:  1500 m Weltklasse Zürich – 3.33,38

### Diamond League-podiumplekken
- 2010:  1500 m Shanghai Golden Grand Prix – 3.32,20
- 2010:  1500 m Golden Gala – 3.32,21
- 2010:  1500 m British Grand Prix – 3.33,51
- 2010:  1500 m Herculis – 3.30,22
- 2010:  1 mijl London Grand Prix – 3.50,14
- 2010:  1500 m Memorial Van Damme – 3.32,88
- 2011:  1 mijl London Grand Prix – 3.51,50
- 2012:  3000 m Qatar Athletic Super Grand Prix - 7.30,42
- 2013:  1 mijl London Grand Prix – 3.50,01